# III. Kónsztantinosz bizánci császár

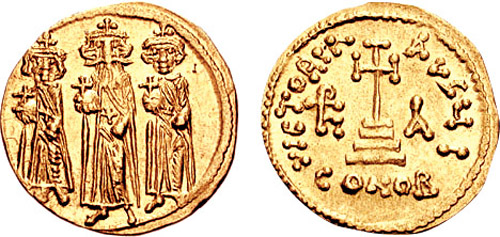
Hérakleiosz és két társcsászára, Konstantin és Héraklónasz egy soliduson

III. Kónsztantinosz, magyarosan Konstantin (görögül: Κωνσταντίνος Γ', latinul: Constantinus, 612. május 3. – Khalkédón, 641. május 24.) a Bizánci Birodalom császára néhány hónapig 641-ben. Hérakleiosz és első felesége, Fabia Eudokia fia volt, aki féltestvére, Hérakleónasz társuralkodójaként lépett trónra.

## Élete
612-ben született, és 613-ban nyilvánították apja társuralkodójává. Mostohaanyja, Martina manőverezésének köszönhetően 638-ban Kónsztantinosz féltestvére, a 13 évvel fiatalabb Hérakleónasz is baszileuszi címben részesítették, azaz újabb társcsászárral bővült az uralkodói kör. Hérakleiosz végrendeletében mindkét fiára és Martinára, mint „anyjukra és császárnőjükre” hagyta a trónt.
Kónsztantinosz és Hérakleónasz kikiáltása nem ütközött akadályokba, a gyűlölt Martina azonban a konstantinápolyi nép nyomására kénytelen volt lemondani trónigényéről. A háttérben azonban folytatódott a hatalmi harc, bár Konstantin nagyobb és erősebb pártja számításait keresztülhúzta a fiatal császár súlyos betegsége (valószínűleg tuberkulózisa), amely uralkodása harmadik hónapjában végzett vele. Egyetlen döntése ismeretes csak, miszerint szakít a monothelétizmus egyházpolitikájával, mivel az alkalmatlannak bizonyult az ortodoxok és monofiziták megbékítésére.
Feleségétől, Gregoriától, Nikétasz lányától két fia született: Kónsztasz, akit még halála évében megkoronáztak, és Theodosziosz.

## Külső hivatkozások
- Georg Ostrogorsky: A bizánci állam története. Budapest, Osiris, 2003. ISBN 963-389-383-6

| Előző uralkodó: Hérakleiosz | Bizánci császár 641 | Következő uralkodó: Hérakleónasz |